# Emanuel Swedenborg
Emanuel Swedenborg (tên khi sinh Emanuel Swedberg ngày 29 tháng 1 năm 1688; mất ngày 29 tháng 3 năm 1772) là một nhà khoa học, nhà triết học, thần học, mặc khải, và nhà huyền học người Thụy Điển. Ông tự gọi mình là "tôi tớ của Chúa Giêsu Kitô" trong True Christian Region, một tác phẩm ông tự xuất bản. Ông được biết đến với cuốn sách của ông về thế giới bên kia, Thiên đàng và Địa ngục (1758). Swedenborg đã có một sự nghiệp nhà phát minh và nhà khoa học sung mãn. Năm 1741, lúc 53 tuổi, ông tham gia vào một giai đoạn tinh thần, trong đó ông bắt đầu trải nghiệm những giấc mơ và tầm nhìn, bắt đầu từ ngày cuối tuần Lễ Phục sinh ngày 6 tháng 4 năm 1744. Điều này lên đến đỉnh điểm trong một "thức tỉnh tinh thần", trong đó ông đã nhận được sự mặc khải theo đó ông được Chúa chỉ định viết Học thuyết Thiên đàng để cải cách Kitô giáo.
Theo Học thuyết Thiên đàng, Thiên Chúa đã mở mắt tâm linh của Swedenborg, để từ đó ông có thể tự do tham quan thiên đường và địa ngục và nói chuyện với các thiên thần, ma quỷ và các tinh thần khác; và phán xét cuối cùng đã xảy ra, trong 1757. Tuy nhiên, ông cho chúng ta biết vào thời đó là rất nguy hiểm để nói chuyện với các linh hồn, trừ khi một người trong đức tin thật, và được dẫn dắt bởi Chúa.